# Рапсодия
Рапсо́дия (греч. ῥαψῳδία — эпическая песнь) в музыке XIX — первой половины XX веков — инструментальное или вокальное произведение, написанное в свободном, «импровизационном» стиле. Для рапсодии характерно чередование разнохарактерных эпизодов на народно-песенном материале. Оно словно воссоздаёт исполнение древнегреческого певца-рапсода.
В XIX веке возрождается под влиянием эстетики романтизма с присущим ей интересом к фольклору. Поначалу рапсодия предназначалась чаще всего для фортепиано и напоминала фантазию на народные темы (19 Венгерских рапсодий Ференца Листа). Позднее рапсодия приблизилась к поэмам (Иоганнес Брамс), сольным концертам для фортепиано с оркестром («Рапсодия на украинские темы» Сергея Ляпунова, «Рапсодия на тему Паганини» Сергея Рахманинова, «Рапсодия в стиле блюз» (англ. Rhapsody in Blue, 1924) Джорджа Гершвина), к кантатам.